# UEFA EURO 2016予選・グループH
このページは、UEFA EURO 2016予選のグループHの結果をまとめたものである。このグループは、イタリア、クロアチア、ノルウェー、ブルガリア、アゼルバイジャン、マルタの6カ国からなる。
1位および2位チームはそのままUEFA EURO 2016本大会出場が決まる。3位の9か国のうち成績が最も上位の国も予選を通過。残る3位の8か国が2か国ずつ4組に分かれホーム・アンド・アウェーでのプレーオフを行い、勝利した4か国が予選を通過する。

## 順位表
| チーム           | 試 | 勝 | 分 | 敗 | 得 | 失 | 差  | 点 |
| ---------------- | -- | -- | -- | -- | -- | -- | --- | -- |
| イタリア         | 10 | 7  | 3  | 0  | 16 | 7  | +9  | 24 |
| クロアチア       | 10 | 6  | 3  | 1  | 20 | 5  | +15 | 20 |
| ノルウェー       | 10 | 6  | 1  | 3  | 13 | 10 | +3  | 19 |
| ブルガリア       | 10 | 3  | 2  | 5  | 9  | 12 | −3  | 11 |
| アゼルバイジャン | 10 | 1  | 3  | 6  | 7  | 18 | −11 | 6  |
| マルタ           | 10 | 0  | 2  | 8  | 3  | 16 | −13 | 2  |

| チーム  | チーム           | AWAY         | AWAY           | AWAY           | AWAY           | AWAY                 | AWAY       |
| チーム  | チーム           | イタリアの旗 | クロアチアの旗 | ノルウェーの旗 | ブルガリアの旗 | アゼルバイジャンの旗 | マルタの旗 |
| ------- | ---------------- | ------------ | -------------- | -------------- | -------------- | -------------------- | ---------- |
| H O M E | イタリア         | X            | 1 - 1          | 2 - 1          | 1 - 0          | 2 - 1                | 1 - 0      |
| H O M E | クロアチア       | 1 - 1        | X              | 5 - 1          | 3 - 0          | 6 - 0                | 2 - 0      |
| H O M E | ノルウェー       | 0 - 2        | 2 - 0          | X              | 2 - 1          | 0 - 0                | 2 - 0      |
| H O M E | ブルガリア       | 2 - 2        | 0 - 1          | 0 - 1          | X              | 2 - 0                | 1 - 1      |
| H O M E | アゼルバイジャン | 1 - 3        | 0 - 0          | 0 - 1          | 1 - 2          | X                    | 2 - 0      |
| H O M E | マルタ           | 0 - 1        | 0 - 1          | 0 - 3          | 0 - 1          | 2 - 2                | X          |

## 競技日程と結果
競技日程は、2014年2月23日に行われた予選組み合わせ抽選会で決定された。
| 2014年9月9日 21:00 (UTC+5) |

| アゼルバイジャン | 1 - 2    | ブルガリア                            |
| ナザロフ 54分    | レポート | ミツァンスキ 14分 · V.フリストフ 87分 |

| バクセル・アレナ（バクー） 観客数: 11,000人 主審: アロン・イェフェト |

| 2014年9月9日 20:45 (UTC+2) |

| クロアチア                          | 2 - 0    | マルタ |
| モドリッチ 46分 · クラマリッチ 81分 | レポート |        |

| スタディオン・マクシミール（ザグレブ） 観客数: 8,333人 主審: ウラディスラフ・ベズボロドフ |

| 2014年9月9日 20:45 (UTC+2) |

| ノルウェー | 0 - 2    | イタリア                  |
|            | レポート | ザザ 16分 · ボヌッチ 62分 |

| ウレヴォール・スタディオン（オスロ） 観客数: 26,265人 主審: ミロラド・マジッチ |

| 2014年10月10日 21:45 (UTC+3) |

| ブルガリア | 0 - 1    | クロアチア             |
|            | レポート | ボドゥロフ 36分 (o.g.) |

| ヴァシル・レフスキ国立競技場（ソフィア） 観客数: 30,062人 主審: アントニオ・マテウ・ラオス |

| 2014年10月10日 20:45 (UTC+2) |

| イタリア                | 2 - 1    | アゼルバイジャン         |
| キエッリーニ 44分, 82分 | レポート | キエッリーニ 76分 (o.g.) |

| スタディオ・レンツォ・バルベラ（パレルモ） 観客数: 30,000人 主審: フセイン・ゴジェク |

| 2014年10月10日 20:45 (UTC+2) |

| マルタ | 0 - 3    | ノルウェー                      |
|        | レポート | デーリ 22分 · キング 26分, 49分 |

| タカリ国立競技場（タカリ） 観客数: 3,000人 主審: アントニー・ゴーティエ |

| 2014年10月13日 20:45 (UTC+2) |

| クロアチア | 6 - 0    | アゼルバイジャン |
| クラマリッチ 11分 · ペリシッチ 34分, 45分 · ブロゾヴィッチ 45+1分 · モドリッチ 57分 (pen.) · サディゴフ 61分 (o.g.) | レポート |                  |

| スタディオン・グラドスキ・ヴルト（オシエク） 観客数: 15,000人 主審: シュテファン・シュトゥーダー |

| 2014年10月13日 20:45 (UTC+2) |

| マルタ | 0 - 1    | イタリア    |
|        | レポート | ペッレ 24分 |

| タカリ国立競技場（タカリ） 観客数: 16,942人 主審: オヴィディウ・アリン・ハツェガン |

| 2014年10月13日 20:45 (UTC+2) |

| ノルウェー                          | 2 - 1    | ブルガリア      |
| T.エリユヌシ 13分 · ニールセン 72分 | レポート | ボドゥロフ 43分 |

| ウレヴォール・スタディオン（オスロ） 観客数: 18,990人 主審: オレガリオ・ベンケレンサ |

| 2014年11月16日 21:00 (UTC+4) |

| アゼルバイジャン | 0 - 1    | ノルウェー          |
|                  | レポート | ノルトヴェイト 25分 |

| トフィク・バフラモフ・スタジアム（バクー） 観客数: 8,000人 主審: イェフヘン・アラノフスキー |

| 2014年11月16日 21:45 (UTC+2) |

| ブルガリア     | 1 - 1    | マルタ               |
| ガラビノフ 6分 | レポート | ファイラ 49分 (pen.) |

| ヴァシル・レフスキ国立競技場（ソフィア） 観客数: 600人 主審: マルティン・ストレムベルグソン |

| 2014年11月16日 20:45 (UTC+1) |

| イタリア            | 1 - 1    | クロアチア      |
| カンドレーヴァ 11分 | レポート | ペリシッチ 15分 |

| サン・シーロ（ミラノ） 観客数: 63,122人 主審: ビョルン・カイペルス |

| 2015年3月28日 21:00 (UTC+4) |

| アゼルバイジャン                 | 2 - 0    | マルタ |
| フセイノフ 4分 · ナザロフ 90+2分 | レポート |        |

| トフィク・バフラモフ・スタジアム（バクー） 観客数: 14,600人 主審: ハリス・ヨズカヒア |

| 2015年3月28日 18:00 (UTC+1) |

| クロアチア                                                                                        | 5 - 1    | ノルウェー    |
| ブロゾヴィッチ 30分 · ペリシッチ 54分 · オリッチ 66分 · シルデンフェルト 87分 · プラニッチ 90+4分 | レポート | テッテイ 81分 |

| スタディオン・マクシミール（ザグレブ） 観客数: 23,920人 主審: カルロス・ベラスコ・カルバージョ |

| 2015年3月28日 21:45 (UTC+2) |

| ブルガリア                      | 2 - 2    | イタリア                        |
| ポポフ 11分 · ミツァンスキ 17分 | レポート | ミネフ 4分 (o.g.) · エデル 84分 |

| ヴァシル・レフスキ国立競技場（ソフィア） 観客数: 10,359人 主審: ダミル・スコミナ |

| 2015年6月12日 20:45 (UTC+2) |

| クロアチア          | 1 - 1    | イタリア                   |
| マンジュキッチ 11分 | レポート | カンドレーヴァ 36分 (pen.) |

| スタディオン・ポリュド（ザグレブ） 観客数: 0人 主審: マーティン・アトキンソン |

| 2015年6月12日 20:45 (UTC+2) |

| マルタ | 0 - 1    | ブルガリア    |
|        | レポート | I.ポポフ 56分 |

| タカリ国立競技場（タカリ） 観客数: 3,924人 主審: アレクサンダル・スタフレフ |

| 2015年6月12日 20:45 (UTC+2) |

| ノルウェー | 0 - 0    | アゼルバイジャン |
|            | レポート |                  |

| ウレヴォール・スタディオン（オスロ） 観客数: 21,228人 主審: パヴェウ・ジル |

| 2015年9月3日 21:00 (UTC+5) |

| アゼルバイジャン | 0 - 0    | クロアチア |
|                  | レポート |            |

| バクセル・アレナ（バクー） 観客数: 10,000人 主審: リュディ・ビュケ |

| 2015年9月3日 21:45 (UTC+3) |

| ブルガリア | 0 - 1    | ノルウェー    |
|            | レポート | フォレン 57分 |

| ヴァシル・レフスキ国立競技場（ソフィア） 観客数: 12,913人 主審: バス・ネイホイス |

| 2015年9月3日 20:45 (UTC+2) |

| イタリア    | 1 - 0    | マルタ |
| ペッレ 63分 | レポート |        |

| スタディオ・アルテミオ・フランキ（フィレンツェ） 観客数: 12,551人 主審: イヴァン・クルジュリャク |

| 2015年9月6日 18:00 (UTC+2) |

| マルタ                            | 2 - 2    | アゼルバイジャン          |
| ミフスド 55分 · エフィオング 71分 | レポート | アミルグリエフ 36分, 80分 |

| タカリ国立競技場（タカリ） 観客数: 5,266人 主審: ハラルド・レヒナー |

| 2015年9月6日 18:00 (UTC+2) |

| ノルウェー                               | 2 - 0    | クロアチア |
| ベルゲット 51分 · チョルルカ 69分 (o.g.) | レポート |            |

| ウレヴォール・スタディオン（オスロ） 観客数: 26,751人 主審: カッシャイ・ヴィクトル |

| 2015年9月6日 20:45 (UTC+2) |

| イタリア              | 1 - 0    | ブルガリア |
| デ・ロッシ 6分 (pen.) | レポート |            |

| スタディオ・レンツォ・バルベラ（パレルモ） 観客数: 21,000人 主審: セルゲイ・カラセフ |

| 2015年10月10日 21:00 (UTC+5) |

| アゼルバイジャン | 1 - 3    | イタリア                                                |
| ナザロフ 31分    | レポート | エデル 11分 · エル・シャーラウィ 43分 · ダルミアン 65分 |

| トフィク・バフラモフ・スタジアム（バクー） 観客数: 48,000人 主審: ウィリアム・コラム |

| 2015年10月10日 18:00 (UTC+2) |

| ノルウェー                      | 2 - 0    | マルタ |
| テッテイ 19分 · セダールン 52分 | レポート |        |

| ウレヴォール・スタディオン（オスロ） 観客数: 27,120人 主審: アーノルド・ハンター |

| 2015年10月10日 20:45 (UTC+2) |

| クロアチア                                           | 3 - 0    | ブルガリア |
| ペリシッチ 2分 · ラキティッチ 42分 · カリニッチ 81分 | レポート |            |

| スタディオン・マクシミール（ザグレブ） 観客数: 150人 主審: アルトゥール・ディアス |

| 2015年10月13日 21:45 (UTC+3) |

| ブルガリア                              | 2 - 0    | アゼルバイジャン |
| アレクサンドロフ 20分 · ランゲロフ 56分 | レポート |                  |

| ヴァシル・レフスキ国立競技場（ソフィア） 観客数: 2,500人 主審: ボグナール・タマーシュ |

| 2015年10月13日 20:45 (UTC+2) |

| イタリア                        | 2 - 1    | ノルウェー    |
| フロレンツィ 73分 · ペッレ 82分 | レポート | テッテイ 23分 |

| スタディオ・オリンピコ（ローマ） 観客数: 30,000人 主審: フェリックス・ブリヒ |

| 2015年10月13日 20:45 (UTC+2) |

| マルタ | 0 - 1    | クロアチア      |
|        | レポート | ペリシッチ 25分 |

| タカリ国立競技場（タカリ） 観客数: 5,835人 主審: アンドレ・マリナー |

## ノート
1. 1 2  クロアチアは、2015年6月12日のイタリア戦においてサポーターによる人種差別的行為があったとして、勝点1の剥奪およびUEFA主催ホームゲーム2試合（10月10日のブルガリア戦ともう1試合）を無観客試合にすること、予選の残り試合をスタディオン・ポリュドで開催することの禁止に加え、100,000ユーロの罰金を科された[1]。その後、クロアチアサッカー連盟が不服申し立てを行った[2] が却下され、正式に処分が確定した[3]。
2. ↑  クロアチアは、2015年3月28日のノルウェー戦においてサポーターによる人種差別的行為があったとして、6月12日のホームゲームを無観客試合にすることに加え50,000ユーロの罰金を科された[5]。